# Бетюн-Сюд
Бетю́н-Сюд (фр. Béthune-Sud) — упраздненный кантон во Франции, регион Нор-Па-де-Кале, департамент Па-де-Кале. Входил в состав округа Бетюн.
В состав кантона входили коммуны (население по данным Национального института статистики Архивная копия от 17 декабря 2011 на Wayback Machine за 2008 г.):
- Аллуань (3 091 чел.)
- Бетюн (5 333 чел.) (частично)
- Веркен (3 273 чел.)
- Лабервьер (1 679 чел.)
- Лапюнуа (3 286 чел.)
- Фукерёй (1 187 чел.)
- Фукьер-ле-Бетюн (1 097 чел.)

## Политика
На президентских выборах 2012 г. жители кантона отдали Франсуа Олланду в 1-м туре 31,1 % голосов против 25,1 % у Марин Ле Пен и 20,1 % у Николя Саркози, во 2-м туре в кантоне победил Олланд, получивший 58,4 % голосов (2007 г. 1 тур: Сеголен Руаяль — 26,6 %, Саркози — 24,4 %; 2 тур: Руаяль — 54,1 %). На выборах в Национальное собрание в 2012 г. по 9-му избирательному округу департамента Па-де-Кале в 1-м туре большинство голосов — 23,1 % — получил действовавший депутат, член партии Союз за народное движение Андре Флажоле, но во 2-м туре жители кантона проголосовали за мэра Бетюна, члена Радикальной партии левых Стефана Сен-Андре, набравшего 54,9 % голосов. (2007 г. 1 тур: Андре Флажоле (СНД) — 35,0 %. 2 тур: Жак Меллик (СП) — 50,3 %). На региональных выборах 2010 года в 1-м туре победил список социалистов, собравший 33,9 % голосов против 18,7 % у Национального фронта и 15,9 % у списка «правых». Во 2-м туре единый «левый список» с участием социалистов, коммунистов и «зелёных» во главе с Президентом регионального совета Нор-Па-де-Кале Даниэлем Першероном получил 55,7 % голосов, Национальный фронт Марин Ле Пен занял второе место с 23,4 %, а «правый» список во главе с сенатором Валери Летар с 20,9 % финишировал третьим.
|  | Кандидат      | Партия                          | % голосов |
|  | ------------- | ------------------------------- | --------- |
|  | Ален Деланнуа | Социалистическая партия Франции | 65,84     |
|  | Тома Деманн   | Национальный фронт              | 34,16     |

|  | Кандидат      | Партия                          | % голосов |
|  | ------------- | ------------------------------- | --------- |
|  | Ален Деланнуа | Социалистическая партия Франции | 53,14     |
|  | Тьерри Тассе  | Социалистическая партия Франции | 46,86     |